# Новый международный аэропорт Ираклиона
Новый международный аэропорт Ираклиона на Крите (греч. Νέος Διεθνής Αερολιμένας Ηρακλείου Κρήτης) — строящийся главный аэропорт острова Крит в Греции. Расположен к юго-западу от Кастелиона. Призван заменить устаревший аэропорт «Никос Казандзакис» у Ираклиона, который обслуживал 6,1—8,1 млн пассажиров в год в 2015—2019 гг.
Находится в 25 минутах езды от Ираклиона и в 20 минутах езды от Херсонисоса. Проект включает также строительство дорог, включая новую автомагистраль длиной 18 км с двумя полосами в каждом направлении до города Херсонисос, где проходит строящаяся северная автомагистраль 90, и дорогу длиной 6 км с одной полосой в каждом направлении до пересечения с дорогой Аркалохорион — Вьянос.
Новая взлетно-посадочная полоса длиной 3200 м строится в 450 м западнее существующей военной взлетно-посадочной полосы. Проект включает строительство рулёжной дорожки длиной 3200 м и 27 стояночных мест для самолётов на перроне аэродрома.
Будет построен терминал высотой в 5 этажей и 8 уровней площадью 93 000 м². Терминал будет иметь 19 выходов на посадку.
В 2017 году консорциум Ariadne Airport Group, в который входит греческая компания GEK Terna и индийская компания GMR Airports Limited (GIL), дочерняя компания холдинга GMR Enterprises Private Limited (GEPL), выиграл концессию на 35 лет с даты начала концессии (февраль 2020 года) на строительство и управление аэропортом. GEK Terna отвечает за строительство на 100 %, а GMR Airports — за управление аэпропортом. Государству принадлежит 45,9 % акций аэродрома, 32,46 % — GEK Terna, 21,64 % — GMR Airports. Консорциум планирует инвестировать в проект 850 млн евро. Частично строительство финансирует Европейский инвестиционный банк, выделивший 180 млн евро. Государство вложило 517 млн евро.
Первый камень заложил премьер-министр Греции Кириакос Мицотакис в феврале 2020 года. Однако до лета 2022 года строительство не производилось из-за пандемии COVID-19.
Открытие аэропорта запланировано на 2025 год. Аэропорт будет конкурировать с аэропортом «Иоаннис Даскалояннис» у города Ханья, который обслужил 2,8 млн пассажиров в 2019 году, находится всего в 100 км и с 2017 года управляется Fraport Greece, в сеть которой входит 14 региональных аэропортов Греции. Планируется, что новый аэропорт будет обслуживать 10 млн пассажиров в год на старте с последующим увеличением до 18 млн пассажиров в год, что будет составлять 15 % от общего трафика страны.